# Tiếp cận truyền thống
Cách tiếp cận truyền thống là cách tiếp cận mục tiêu giáo dục phổ biến ở Việt Nam và các nước trên thế giới khoảng 2 - 3 thập kỷ trước.
Yêu cầu cơ bản của cách tiếp cận này là làm cho người học đạt được các mục tiêu giáo dục. Các mục tiêu này được xác định dựa trên 3 nguồn thông tin chủ yếu: người học, thực tiễn cuộc sống (xã hội) và ý kiến các chuyên gia.
Căn cứ người học ở đây được xác định dựa trên trình độ chung của người học trong một hệ thống giáo dục chứ không phải nhu cầu, sở thích cá nhân, ví dụ:
Theo các nhà giáo dục Liên Xô cũ trước đây thì hệ thống kinh nghiệm xã hội cần truyền thụ cho thế hệ trẻ (học sinh phổ thông) bao gồm:
- Hệ thống kiến thức: Toán, Khoa học tự nhiên và Khoa học xã hội nhằm giúp cho người học có bức tranh chân thực về thế giới tự nhiên và xã hội.
- Hệ thống kỹ năng về phương pháp nhận thức thế giới và tư duy.
- Hệ thống kiến thức, kỹ năng về phương pháp tái tạo thế giới.
- Hệ thống kiến thức, kỹ năng về phương pháp sáng tạo thế giới.
- Hệ thống kiến thức, kỹ năng về quan hệ con người với thế giới xung quanh (tự nhiên, xã hội) và với con người.

Nhận xét của các chuyên gia giáo dục: đây là cách tiếp cận quan tâm đến việc tiếp thu hệ thống tri thức, kỹ năng và thái độ được xác định theo một chuẩn mực có thể đo lường, đánh giá được.
Cách tiếp cận mục tiêu giáo dục truyền thống cũng là cách tiếp cận mục tiêu đang được sử dụng trong hệ thống giáo dục Việt Nam hiện nay.